# 武德
武德（618年五月—626年十二月）是唐高祖的年号，也是唐朝的第一个年号。唐朝使用武德这个年号一共8年餘。武德是唐朝建国的年代，在武德初期，中国境内的不同政权有14个之多，而武德年结束时，唐朝已经基本上统一了中国，稳定了其统治。
武德九年八月唐太宗即位沿用，后改元“贞观”。

## 改元
- 隋義寧二年——五月二十日，李淵即位為皇帝，建立唐朝，改元武德元年。[2][3][4]
- 武德九年——八月九日，唐高祖退位，李世民即位為皇帝。[5][6][7]
- 武德十年——正月一日，改元貞觀元年。[5][6][8]

## 大事记
- 武德元年——李渊（唐高祖）建立唐朝，定都大興，改名長安。
- 武德元年三月十一日——隋炀帝在兵变中死亡，隋朝灭亡。
- 武德二年——许灭亡。
- 武德二年——王世充在洛阳称帝，国号郑。
- 武德三年——郭子和投降唐朝。
- 武德三年——沈法兴建立的梁灭亡。
- 武德四年——李世民在虎牢之战中打败窦建德，迫使王世充投降。
- 武德四年——窦建德建立的夏灭亡。
- 武德四年——王世充建立的郑灭亡。
- 武德四年——朱粲建立的楚灭亡。
- 武德五年——杜伏威降唐。
- 武德五年——林士弘建立的楚灭亡。
- 武德七年——高开道建立的燕灭亡。
- 武德八年——突厥进攻太原。
- 武德九年——秦王李世民在长安发动政变，在玄武门杀死自己兄弟——太子李建成和齐王李元吉，囚禁了自己的父亲唐高祖，强迫高祖让位，由自己即位称帝。事成后，李世民处死了李建成和李元吉所有的儿子。

## 出生
武德二年
- 李承乾

武德七年
- 武则天

## 逝世
- 武德元年三月十一日——杨广，隋朝皇帝
- 武德二年——宇文化及，隋末唐初自立为帝
- 武德三年——沈法兴，隋末唐初自立为王
- 武德四年——窦建德，隋末唐初自立为帝
- 武德四年——朱粲，隋末唐初自立为帝
- 武德五年——刘武周，隋末唐初自立为王
- 武德五年——林士弘，隋末唐初自立为帝
- 武德六年——刘黑闼，隋末唐初自立为王
- 武德七年——高开道，隋末唐初自立为王
- 武德九年——李建成，唐朝太子
- 武德九年——李元吉，唐朝王子

## 纪年
| 武德 | 元年  | 二年  | 三年  | 四年  | 五年  | 六年  | 七年  | 八年  | 九年  |
| ---- | ----- | ----- | ----- | ----- | ----- | ----- | ----- | ----- | ----- |
| 公元 | 618年 | 619年 | 620年 | 621年 | 622年 | 623年 | 624年 | 625年 | 626年 |
| 干支 | 戊寅  | 己卯  | 庚辰  | 辛巳  | 壬午  | 癸未  | 甲申  | 乙酉  | 丙戌  |

## 同期存在的其他政权年号
- 中國
  - 隋朝
    - 皇泰（618年－619年）：杨侗之年号

  - 隋末唐初
    - 昌達（615年十二月－619年閏二月）：楚政權朱粲之年号
    - 太平（616年十二月－622年十月）：楚政權林士弘之年号
    - 丁丑（617年正月－618年十一月）：夏政權窦建德之年号
    - 五凤（618年十一月－621年五月）：夏政權窦建德之年号
    - 永平（617年二月－618年十二月）：魏政權李密之年号
    - 天兴（617年三月－620年四月）：刘武周之年号
    - 永隆（618年－628年四月）：梁政權梁師都之年号
    - 正平（617年三月－618年七月）：永樂王郭子和之年号
    - 秦兴（617年四月－618年十一月）：秦政權薛舉之年号
    - 鸣凤（617年四月－618年十一月）：梁政權蕭銑之年号
    - 天壽（618年九月－619年二月）：許政權宇文化及之年号
    - 安乐（617年七月－619年五月）：涼政權李軌之年号
    - 始兴（618年十二月－624年二月）：燕政權高开道之年号
    - 法輪（618年十二月）：齊政權高曇晟之年号
    - 开明（619年四月－621年五月）：鄭政權王世充之年号
    - 延康（619年九月－620年十二月）：梁政權沈法兴之年号
    - 明政（619年九月－621年十一月）：吳政權李子通之年号
    - 天造（622年正月－623年正月）：漢東政權刘黑闼之年号
    - 天明（623年八月－624年三月）：宋政權輔公祏之年号
    - 進通（623年）：唐朝初期領袖，王摩沙年号

  - 高昌
    - 义和（614年－619年）：麴某之年号
    - 重光（620年－623年）：麴伯雅之年号
    - 延壽（624年－640年）：麴文泰之年号
- 朝鮮半島
  - 新羅
    - 建福（584年－634年）：真平王之年號

## 參见
- 中國年號索引